# Équipe d'Arménie de rugby à XV
L'équipe d'Arménie de rugby à XV rassemble les meilleurs joueurs d'Arménie. Elle a commencé très récemment à évoluer dans la Coupe d'Europe des nations. Cette équipe est étonnamment forte grâce à l'appui de la diaspora arménienne en France. Aussi l'équipe bénéficie-t-elle de joueurs, de sélectionneurs, d'entraîneurs de grande expérience, qui ont une culture rugby.
L'équipe est restée invaincue depuis qu'elle a commencé cette compétition européenne en 2004 jusqu'au 30 septembre 2006 et un match perdu 29-16 à Vienne en France contre l'équipe de Suisse en Division 3A de la Coupe d'Europe des nations. Elle a depuis pris sa revanche en s'imposant 28-15 le 6 octobre 2007 à Nyon. Elle a fini deuxième de la division A, derrière la Suède, au championnat européen des Nations 2006-2008.

## Repères chronologiques

### Matchs marquants (2004-2006)
- 2 juin 2004 : Arménie 36 - 6 Norvège (Div. 3C)
- 5 juin 2004 : Arménie  48 - 0  Israël (Div. 3C)
- 20 octobre 2004 : Arménie 24 - 11 Belgique (match amical)
- 7 avril 2005 : Arménie  47 - 15 Israël (Div. 3)
- 11 juin 2005 : Arménie  31 - 12 Israël (Div. 3)
- 1er octobre 2005 : Arménie 39 - 12  Luxembourg (Div. 3B/C Playoff)
- 12 novembre 2005 : Arménie 57 - 17 Bulgarie (Div. 3B)
- 29 avril 2006 : Arménie  24 - 13 Hongrie (Div. 3B)
- 13 mai 2006 : Arménie  42 - 6 Slovénie (Div. 3B)
- 4 juin 2006 : Arménie  18 - 3 Lituanie (Div. 3B)

### Championnat européen des Nations (2006-2008)
Pour un article plus général, voir Championnat européen des nations de rugby à XV 2006-2008.
| Date               | Rencontre          | Lieu             | Résultat |
| 30 septembre 2006  | Arménie - Suisse   | Vienne           | 16-29    |
| 21 octobre 2006    | Suède - Arménie    | Helsingborg      | 24-0     |
| 7 avril 2007       | Danemark - Arménie | Odense           | 3-11     |
| 1er septembre 2007 | Arménie - Suède    | Bourgoin-Jallieu | 16-12    |
| 6 octobre 2007     | Arménie - Suisse   | Nyon             | 28-15    |
| 12 avril 2008      | Arménie - Danemark | Erevan           | 24-13    |
| 10 mai 2008        | Arménie - Serbie   | Erevan           | 25-0     |
| 24 mai 2008        | Arménie - Serbie   | Belgrade         | 8-19     |

Le classement de la division 3A
|             | MJ | V | N | D | Diff | Pts |
| ----------- | -- | - | - | - | ---- | --- |
| 1. Suède    | 8  | 7 | 0 | 1 | 87   | 22  |
| 2. Arménie  | 8  | 5 | 0 | 3 | 13   | 18  |
| 3. Suisse   | 8  | 4 | 0 | 4 | 24   | 16  |
| 4. Serbie   | 8  | 2 | 1 | 5 | -69  | 13  |
| 5. Danemark | 8  | 1 | 1 | 6 | -55  | 11  |

### Championnat européen des Nations (2008-2010)
Pour un article plus général, voir Championnat européen des nations de rugby à XV 2008-2010.
| Date              | Rencontre          | Lieu               | Résultat |
| 13 septembre 2008 | Serbie - Arménie   | Smederevo          | 0-41     |
| 18 octobre 2008   | Arménie - Suisse   | Abovian            | 35-15    |
| 21 mars 2009      | Andorre - Arménie  | Andorre-la-vieille | -        |
| 9 mai 2009        | Arménie - Lituanie | Abovian            | -        |

Le classement de la division 3A
|             | MJ | V | N | D | Diff | Pts |
| ----------- | -- | - | - | - | ---- | --- |
| 1. Arménie  | 2  | 2 | 0 | 0 | 61   | 6   |
| 2. Suisse   | 1  | 0 | 0 | 1 | -20  | 1   |
| 3. Serbie   | 1  | 0 | 0 | 1 | -41  | 1   |
| 4. Lituanie | 0  | 0 | 0 | 0 | 0    | 0   |
| 5. Andorre  | 0  | 0 | 0 | 0 | 0    | 0   |

## Palmarès
- Coupe du monde
  - 1987 : l'Arménie est une république de l'URSS
  - 1991 : l'équipe n'est pas créée
  - 1995 : l'équipe n'est pas créée
  - 1999 : l'équipe n'est pas créée
  - 2003 : l'équipe n'est pas créée
  - 2007 : non inscrit
- Champion d'Europe des nations division 3C en 2004
- Champion d'Europe des nations division 3B en 2006

## Joueurs
1. Mathieu Tachdjian
2. Sébastien Adamkiewicz
3. Éric Laurent
4. David Derderian
5. Alain Tchurukdichian
6. Stéphane Apelian
7. Albin Juillat
8. Laurent Hairabetian
9. Grégory Oundjian
10. Frédéric Boyadjian
11. David Manile
12. Thibault Juillat
13. Didier Donabedian
14. Nicolas Ancelin
15. Jacques Antoine Boghossian
16. Laurent Bedrossian
17. Amik Kazarian
18. Raffy Axarlian
19. Grégory Sarafian
20. Nicolas Boghossian
21. Julien Beylerian
22. Grégory Apelian
23. Yoan Anthian
24. Karnik Avedikian
25. Grégory Tapol
26. Deleuil Frédéric
27. Tourel Fabrice
28. Ouzounian Vahan

## Liste des entraîneurs
- Marc Abanozian
- Jean-Jacques Bos
- Pierre Pujo

## Président
- Gagik Panikyan